# 朗卢
朗卢（法語：Lanloup，法語發音：[lɑ̃lu]）是法国阿摩尔滨海省的一个市镇，位于该省北部，属于圣布里厄区。

## 地理
朗卢（48°42'46"N, 2°57'56"W）面积2.45 平方千米，位于法国布列塔尼大區阿摩尔滨海省，该省份为法国西北部沿海省份，位于布列塔尼半岛北部，北濒大西洋英吉利海峡，西接菲尼斯泰尔省，南至莫尔比昂省，东临伊勒-维莱讷省。
与朗卢接壤的市镇（或旧市镇、城区）包括：普莱埃代勒、普卢埃泽克、普卢阿。

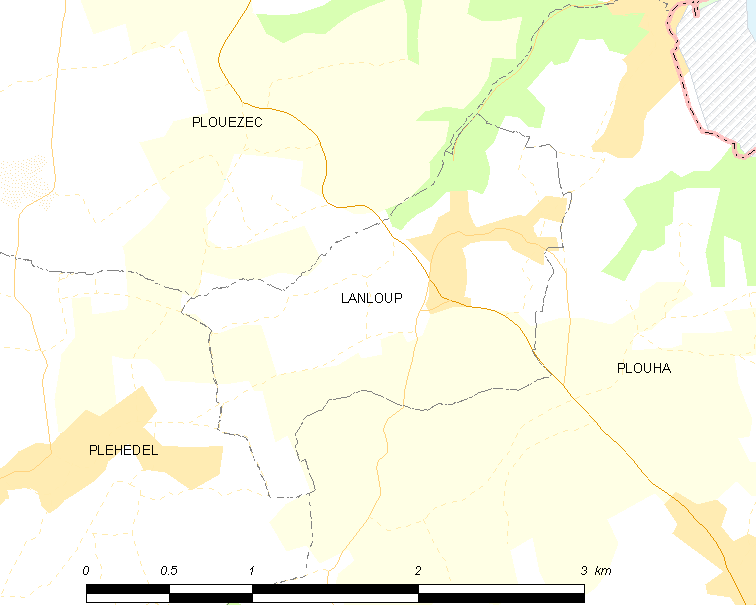
朗卢的OSM定位图

朗卢的时区为UTC+01:00、UTC+02:00（夏令时）。

## 行政
朗卢的邮政编码为22580，INSEE市镇编码为22109。

## 政治
朗卢所属的省级选区为潘波勒县。

## 人口

1962-2008年间朗卢人口变化图示

朗卢于2022年1月1日时的人口数量为251人。